# Elecciones federales de Alemania de 1877
Las elecciones parlamentarias de Alemania de 1877 se llevaron a cabo el 10 de enero de 1877.  El Partido Nacional Liberal se mantuvo como el partido más grande en el Reichstag, con 127 de los 397 escaños. La participación electoral fue del 60,6%.

## Resultados
| #  | Partido político    | Votos     | % de votos válidos | Escaños | Variación (escaños) |
| -- | ------------------- | --------- | ------------------ | ------- | ------------------- |
| 1  | NLP                 | 1.440.266 | 26.7%              | 127     | -20                 |
| 2  | Zentrum             | 1.341.295 | 24.8%              | 93      | +2                  |
| 3  | KP                  | 517.811   | 9.6%               | 40      | +19                 |
| 4  | SPD                 | 493.447   | 9.1%               | 13      | +3                  |
| 5  | DRP                 | 424.228   | 7.9%               | 38      | +6                  |
| 6  | DFP                 | 412.769   | 7.6%               | 34      | -14                 |
| 7  | PP                  | 216.157   | 4.0%               | 14      | =                   |
| 8  | ELP                 | 199.976   | 3.7%               | 15      | =                   |
| 9  | DHP                 | 85.591    | 1.6%               | 4       | Nuevo               |
| 10 | DVP                 | 44.894    | 0.8%               | 4       | +3                  |
| 11 | Otros partidos      | 224.587   | 4.2%               | 15      | -                   |
|    | Votos nulos/blancos | 21.626    | -                  | -       | -                   |
|    | Total               | 5.422.647 | 100.0%             | 397     | =                   |

Fuente: Wahlen in Deutschland